# Měnič
Měnič v elektrotechnice je zařízení sloužící ke změně parametrů elektrické energie. Základními parametry elektrické energie jsou velikost elektrického napětí, proudu, u střídavých napájecích systémů také frekvence. Z fyzikální podstaty vyplývá, že účinnost přeměny energie je vždy menší než 100%, každý měnič má tedy ztráty. Měniče elektrické energie většinou pracují s velmi dobrou účinností, ztráty v okolí pracovního bodu typicky kolem 5%, pokud je však zařízení nezatížené relativní ztráty bývají vyšší.

## Měniče v praxi
Nejpoužívanějším typem měniče je transformátor,[zdroj⁠?!] což je zařízení umožňující měnit velikost střídavého napětí. Velkou výhodou transformátoru je možnost galvanického oddělení primárního a sekundárního obvodu, které je u mnoha zařízení nezbytné pro splnění požadavků na bezpečný provoz zařízení. To je často důvodem jeho použití i v jiných měničích, kde by z ryze fyzikálního hlediska nebylo použití transformátoru nezbytné. Pro změnu velikosti stejnosměrného napětí se kdysi používaly elektromechanické rotační měniče, které byly sestaveny z stejnosměrného elektromotoru a dynama na společné hřídeli.

### Mechanické měniče
Stále ještě se i v praxi používají mechanické měniče:
- Ward Leonardovo soustrojí
  - nebo jeho opačné zapojení s kroužkovým asynchronním motorem a rekuperací, pro generování i jiné než síťové frekvence;
- Amplidyn
- Mechanickým měničem, usměrňovačem, je i komutátor stejnosměrného stroje: Kotva sama totiž generuje střídavé napětí, obdobně jako stator synchronního generátoru.

### Polovodičové měniče
Nejčastějšími měniči jsou dnes polovodičové měniče. Termínem měnič se dnes v praxi míní především polovodičové měniče napětí nebo frekvence. Měnič může být podle funkce:
- usměrňovač;
- střídač, který převádí stejnosměrnou energii na střídavou;
- měnič frekvence, který mění frekvenci střídavého napětí a proudu, dnes zpravidla realizován jako kaskáda usměrňovače a střídače, proto i s dalšími možnostmi nastavení parametrů výstupu;
- v poslední době se začínají uplatňovat také tzv. aktivní usměrňovače, které umožňují i rekuperaci, tedy opačný tok výkonu i zpět, a vracet tak energii do střídavé napájecí sítě.

Polovodičové měniče dnes najdeme téměř v každém elektrickém zařízení, ať jsou to:
- spínané zdroje
  - pro počítače a jinou spotřební elektroniku;
- frekvenční měniče
  - v kompaktních zářivkách,
  - v nabíječích akumulátorů,
  - v mikrovlnných troubách nebo
  - ve sporácích s indukčním ohřevem.

Jednou z nejdůležitějších aplikací polovodičových měničů jsou aplikace v regulovaných elektrických pohonech, kde dovolují zásadní zvýšení účinnosti, dynamiky, stability, přesnosti a užitné hodnoty pohonu.

### Blízká budoucnost
Dá se očekávat, že v budoucnosti význam měničů poroste, protože umožňují připojení alternativních zdrojů elektřiny, jako jsou větrné elektrárny, fotovoltaické články do běžné elektrické sítě, hudbou blízké budoucnosti je jejich použití v elektromobilech nebo v automobilech s hybridními pohonnými systémy. Rovněž se nedávno otevřely značné technologické možnosti rozvoje oboru, protože se vyvíjejí polovodičové spínače na bázi SiC (silikon-karbidu), které dovolují provoz na vyšších napěťových hladinách s nižšími ztrátami a současně při vyšších teplotách, než klasické křemíkové polovodiče. Rovněž začínají být komerčně realizovány rezonanční měniče, dovolující chod na vyšších frekvencích při zachování ztrát na spínacím prvku.

## Související témata
- transformátor (mění velikost střídavého napětí a proudu)
- usměrňovač (mění střídavé napětí na stejnosměrné)
- násobič napětí (jednoduchý měnič pro převod střídavého napětí na vysoké stejnosměrné napětí)
- měnič napětí
- spínaný zdroj
- střídač (měnič frekvence napětí nebo proudu napájený ze stejnosměrného obvodu)
- měnič frekvence (mění frekvenci střídavého napětí nebo proudu, zpravidla kaskáda usměrňovače a střídače, proto i s možnostmi nastavení napětí a proudu)
- DC-DC měnič (mění velikost stejnosměrného napětí a proudu, opět lze kaskádou střídač/usměrňovač)
- aktivní usměrňovač (mění střídavé napětí na stejnosměrné, umožňuje obrácený tok výkonu /dodávku energie do sítě/)
- účinnost
- elektrické napětí
- elektrický proud
- dynamo
- elektromotor